# Krple
Krple (kŕple ['kŗ:ple]). so kmetijski pripomoček, za nošenje (spravljanje) sena, slame, ali listja.

## Opis in uporaba
Narejene so iz dveh lesenih polokroglih ročajev (locnov), med katere je razpeta mreža iz vrvi podobna ribiški mreži. Če se krple razpnejo so podobne krogu, ena polovica se dvigne navpično, druga pa leži na zemlji, sedaj lahko krplje napolnimo s steljo, (v Slovenskih goricah so se krplje uporabljale predvsem za nošenje listja, katerega so uporabljali za steljo v hlevu), ko so napoljnjena dvignemo še drugo polovico in oba locna zvežemo z vrvjo (štrìkom). Sedaj jih naložimo na ramena in odnesemo do voza, kjer jih izpraznimo.